# Девятинский перекоп
Девятинский перекоп — искусственное сооружение на реке Вытегре, часть Марии́нской во́дной систе́мы (водного пути, соединяющего бассейн Волги с Балтийским морем) у села Девятины и деревень Каменная, Андреевская, Бродовская, Депо Вытегорского уезда Олонецкой губернии (в настоящее время Вологодской области).

## История

Плотина Св. Павла. Фото 1909 г.

Девятины. Церкви и водоспуск. Фото 1909 г.

- Спрямление извилистого сложного для судоходства русла реки Вытегра (на 523 версте от С.-Петербурга, на 545 — от Рыбинска) проведено в 1890—1896 годах во время переустройства Мариинской системы. Работы длились пять с половиной лет, затрачено 1,5 млн рабочих дней, в среднем было занято 1200 человек при 500 лошадях, 2 трёхосных паровозах (60 сил; построенных в Мюнхене) и 90 двухосных вагонах (грузоподъёмностью в 500 пудов).
- Работы производились устройством тоннеля английским способом: по дну будущей выемки проложили штольню, которая сообщалась с поверхностью 15 вертикальными шахтами, куда сбрасывался в подводимые вагоны выламываемый грунт. наверху у каждой шахты работало по 16 человек, внизу в штольне - по два. Применялись и взрывные работы (бикфордовым шнуром). Вынуто 80 000 куб. саж. грунта.
- Для вывоза выломанного камня на низкий луг у деревни Каменной и его сваливания там, была построена деревянная эстакада длиною 340 саж. и высотою в 6 саж.
- Перекоп длиною 438 саж. (935 м), прорезает по прямой возвышенность в 12 саж., с заложением дна на глубине 11 саженей. Перекоп спрямил путь, позволив отказаться от трёх шлюзов на реке: Св. Сампсония и верхнего и нижнего Св. Михаила. Новые одноимённые три шлюза были устроены в новом канале.
- Находился в ведении 3-го технического участка (от шл. Св.Дмитрия до шл. Св. Андрея) Вытегорского округа путей сообщения.

#### Шлюзы
- № 23. Св. Владимира (1,50 саж.), в 234 саженях от шл. № 22.
- № 24. Св. Михаила (1,50 саж.), в 125 саженях (бассейн шириною 14 саж.) от шл. № 23.
- № 25. Св. Сампсония с плотиной в обойдённом староречьи Вытегры (1,50 саж.), в 125 саженях (бассейн шириною 14 саж.) от шл. № 24.
- № 26. Св. Андрея с двухпролётной плотиной Св. Андрея (напор — 1,48 саж.), у села Андреевское, в 193 саженях от шл. № 27.
- № 27. Св. Дарии с двухпролётной плотиной Св. Дарии (1892 г.), у деревни Волоков Мост, в 6,37 верстах от шл. № 26.
- В 1983 г. Девятинский перекоп (площадь 300 га) внесён в Список особо охраняемых природных территорий Вологодской области, как Государственный региональный геологический памятник природы.